# Muhlenbergia dubia
Muhlenbergia dubia är en gräsart som beskrevs av Eugène Pierre Nicolas Fournier. Muhlenbergia dubia ingår i släktet muhlygräs, och familjen gräs. Inga underarter finns listade i Catalogue of Life.